# Эрг (география)
Эрг (в пер. с арабского дюнное море, песчаное море) — арабское название песчаных массивов Северной Африки (Большой Восточный Эрг, Большой Западный Эрг, Эрг Шебби). Для эргов характерно наличие барханов, дюн, летающих песков, солончаков, а также незначительное наличие или полное отсутствие растительного покрова. На территории крупнейшей пустыни мира — Сахары (площадью около 9 млн км2) находится множество эргов, таких как Эрг-Шеш (24°34′ с. ш. 2°35′ з. д.) и Эрг-Иссаван (31°11′ с. ш. 7°56′ в. д.) в Алжире. В Центральной Азии подобную форму рельефа называют кум, в Аравии – нефуд, в Китае — шамо.

## Описание
Эрги сконцентрированы преимущественно в двух областях; между 40 и 20 градусами с.ш. и 20 и 40 градусами ю.ш. Больше всего их в северной и южной Африке, западной и центральной Азии и в центральной Австралии. В Южной Америке распространение эргов ограничено горами Андами, но на побережье Перу и в северо-западной части Аргентины встречаются очень большие дюны. Их также можно обнаружить в некоторых частях северо-восточного побережья Бразилии.
По своей природе эрги очень активны. Меньшие дюны перемещаются по флангам крупных дюн и песчаных гряд. Иногда осадки наполняют углубление, образованные дюнами. После того как вода испаряется, на песке остаётся слой соли.

## Эрги на других небесных телах
Эрги являются формами ландшафта, которые можно найти на планетах, где возможно наличие процессов ветровой эрозии в течение значительного периода времени, которые способствуют образованию песка и позволяют ему накапливаться. Сегодня в Солнечной системе известно, как минимум, три тела, на поверхности которых открыты эрги. Это Венера, Марс и Титан.

### Венера
По крайней мере, 2 эрга были найдены исследовательским зондом «Магеллан» на Венере: дюны в области кратера Аглаоника, которые занимают 1290 кв. км., а также в области между Землёй Иштар и тессерой Мешкенет площадью в 17 120 кв. км. Эти песчаные дюны расположены  перпендикулярны направлению воздействующих на них ветров.

### Марс
На Марсе существуют очень большие эрги, в особенности неподалёку от его полярных шапок, где дюны могут достигать значительных размеров. Кроме того, марсианские эрги имеют странную замысловатую структуру из-за сложных взаимодействий с подстилающей поверхностью и направлением ветров.

### Титан
На радиолокационных снимках, сделанных со станции «Кассини» во время пролёта над Титаном в октябре 2005 года, в районе экватора обнаружены обширные поля песчаных дюн, по облику идентичных земным. Один из обнаруженных на Титане эргов протягивается на 1497 км. Гигантские массивы дюн сформировались здесь под воздействием сильных ветров, вызванных влиянием приливной силы Сатурна на Титан.